# 格雷維特 (阿肯色州)
格雷維特（英語：Gravette）是一個位於美國阿肯色州本頓縣的城市。根據2020年美國人口普查，該地人口為3547人，而該地的面積約為39.57平方千米。

## 地理
格雷維特的座標為36°25′12″N 94°27′09″W / 36.42000°N 94.45250°W，而該地的平均海拔高度為371米（即1217英尺）。